# Las Ribas
Las Ribas (en francès Les Rives) és un municipi occità del Llenguadoc situat al departament de l'Erau, a la regió d'Occitània.